# پراجکت کراس زون
پراجکت کراس زون (به ژاپنی: プロジェクト クロスゾーン Purojekuto Kurosu Zōn) یک بازی ویدئویی ترکیبی به سبک نقش‌آفرینی تاکتیکی است که با همکاری دو شرکت بانپرستو و مانولیت سافت توسعه یافته و به‌وسیلهٔ نامکو باندای گیمز در ۱۱ اکتبر ۲۰۱۲ در کشور ژاپن، ژوئن ۲۰۱۳ در آمریکای شمالی، و ژوئیه ۲۰۱۳ در اروپا و استرالیا برای کنسول قابل حمل نینتندو ۳دی‌اس منتشر شده‌است. این عنوان دنباله‌ای بر بازی نامکو کراس کپ‌کام در سال ۲۰۰۵ است، که شامل شخصیت‌هایی از شرکت‌های بازی‌سازی نامکو باندایی، کپ‌کام و سگا می‌باشد.
دنبالهٔ این بازی تحت عنوان پراجکت کراس زون ۲، در نوامبر ۲۰۱۵ در ژاپن، و فوریه ۲۰۱۶ در آمریکا و اروپا عرضه شد.